# ロックスプリングス (テキサス州)
ロックスプリングス（Rocksprings）は、アメリカ合衆国テキサス州エドワーズ郡の町、同郡の郡庁所在地。
2015年の推計人口は1,894人だった。

## 地理
アメリカ合衆国統計局によると、この町は総面積3.1 km2 (1.2 mi2) で、そのうち全域が陸地である。

## 人口動静
2000年国勢調査で、この町には1,285人、420世帯、及び312家族が暮らしている。人口密度は410.0/km2 (1,064.1/mi2) で、170.7/km2 (443.0/mi2) の平均的な密度に535軒の住居が建っている。町の人種構成は白人76.26%、アフリカン・アメリカン1.17%、先住民0.93%、アジア系0.16%、その他の人種18.75%、及び混血2.72%で、人口の66.69%がヒスパニックまたはラテン系である。
420世帯のうち、40.2%は18歳未満の子供と暮らしており、58.3%は夫婦で生活している。11.7%は未婚の女性が世帯主であり、25.5%は家族以外の住人と同居している。23.1%は独身の居住者が住んでおり、11.9%は65歳以上で独居である。1世帯あたりの平均人数は2.99人であり、家庭の場合は3.58人である。
町の住民は33.5%が18歳未満の未成年、18歳以上24歳以下が8.3%、25歳以上44歳以下が25.6%、45歳以上64歳以下が20.5%、及び65歳以上が12.1%にわたっている。中央値年齢は32歳である。女性100人ごとに対して男性は105.3人いて、18歳以上の女性100人ごとに対して男性は99.3人いる。
この町の世帯ごとの平均的な収入は19,970米ドルであり、家族ごとでは22,614米ドルである。男性の21,369米ドルに対して女性は14,408米ドルの平均的な収入がある。この町の一人当たりの収入 (per capita income) は8,957米ドルである。人口の38.2%及び家族の31.7%は貧困線以下である。18歳未満の51.6%及び65歳以上の16.8%は貧困線以下の生活を送っている。

## 教育
ロックスプリングスは、ロックスプリングス独立学区に属している。